# Suanaquilda
Suanaquilda da Baviera (v. 705/710 † ap.741 ) é uma princesa bávara da  família dos Agilolfingos, casada em 725 com Carlos Martel, duque dos francos, com ele teve  Grifo.

## Biografia
Como conta Fredegaire, Suanaquilda é uma princesa agilolfinga capturada em 725 pelos exércitos de Carlos Martel na campanha deste último na Baviera. Este último, que acaba de se tornar viúvo de Rotruda, desposa-a logo depois. Ela dá à luz um filho, Grifo. Ambiciosa, ela tenta convencer o marido a deixar a seu filho uma parte importante do reino, e Carlos finalmente concordou em dividir o reino em três e lhe deixar a parte central.
Com a morte de Carlos Martel, os seus dois filhos mais velhos, Carlomano e Pepino afastam o seu irmão mais novo e repartem o reino em dois. Suanaquilda incita então o seu filho à revolta, mas eles são derrotados. Grifo é preso, enquanto a sua mãe é relegada para o mosteiro de Chelles.